# 1352년

## 연호
- 원(元) 지정(至正) 12년
- 일본(日本) 남조(南朝) 쇼헤이(正平) 7년
- 일본(日本) 북조(北朝) 간노(観応) 3년 / 분나(文和) 원년
- 쩐 왕조(陳朝) 티에우퐁(紹豊) 12년

## 기년
- 원(元) 혜종(惠宗) 20년
- 고려(高麗) 공민왕(恭愍王) 원년
- 쩐 왕조(陳朝) 유종(裕宗) 12년

## 사건
- 충정왕, 강화도에서 숙부 공민왕에게 죽임을 당함. 그의 나이는 16세.

## 탄생
- 11월 6일 - 고려 말 조선 초의 문신 권근(權近)

## 사망
- 3월 7일 - 고려 30대 국왕 충정왕(忠定王)
- 12월 6일 - 교황 클레멘스 6세, 198대 로마 교황.